# Torneo de Osaka 2012
El HP Open 2012 es un torneo de tenis que pertenece a la WTA en la categoría de WTA International Tournaments. El evento se llevará a cabo en Osaka, Japón, del 8 de octubre al 14 de octubre del 2012 sobre canchas duras.

## Cabezas de serie
| Tenista                 | Ranking | No.  |
| Samantha Stosur         | 9       | 1    |
| Jie Zheng               | 22      | 2    |
| Christina McHale        | 30      | 3    |
| Francesca Schiavone     | 33      | 4/WC |
| Yaroslava Shvedova      | 36      | 5    |
| Anabel Medina Garrigues | 39      | 6    |
| Chanelle Scheepers      | 53      | 7    |
| Laura Robson            | 60      | 8    |

- Las cabezas de serie, están basados en el ranking WTA del 1 de octubre de 2012.

## Campeones

### Individual femenino
Heather Watson venció a  Chang Kai-chen por 7-5, 5-7, 7-6(4)

### Dobles femenino
Raquel Kops-Jones /  Abigail Spears vencieron a  Kimiko Date-Krumm /  Heather Watson por 6-1 6-4